# Jewgeni Nikolajewitsch Sinitschew

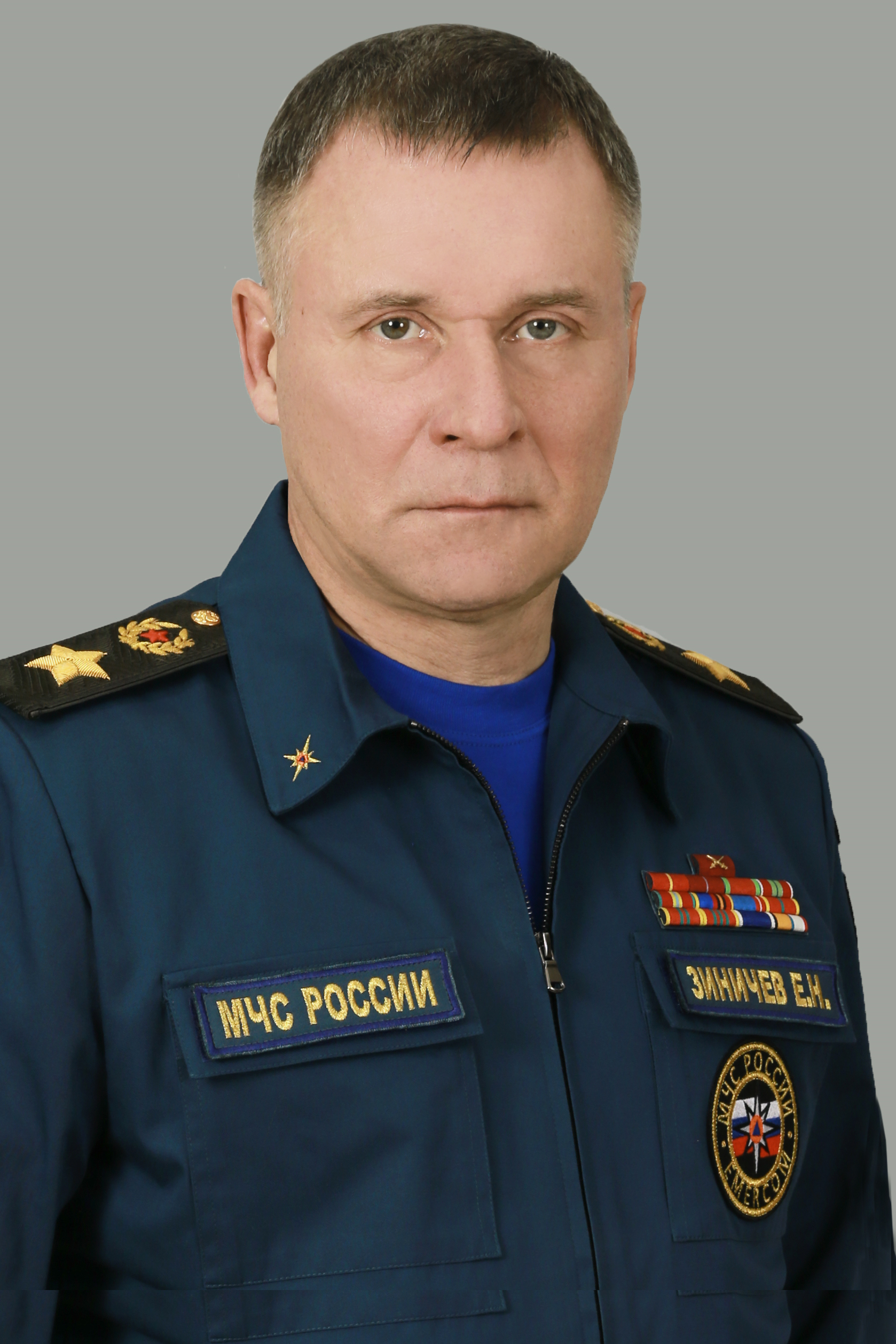
Jewgeni Nikolajewitsch Sinitschew (2020)

Jewgeni Nikolajewitsch Sinitschew (russisch Евгений Николаевич Зиничев; * 18. August 1966 in Leningrad; † 8. September 2021 bei Norilsk) war ein russischer Geheimdienstmitarbeiter und vom 28. Juli bis 6. Oktober 2016 Gouverneur der Oblast Kaliningrad. Anfang November 2016 wurde bekannt, dass Sinitschew zum stellvertretenden Direktor des russischen Geheimdienstes FSB ernannt worden war. Am 18. Mai 2018 wurde er Minister für Katastrophenschutz in der zweiten Regierung von Ministerpräsident Dmitri Medwedew ernannt und ebenfalls anschließend im Kabinett Mischustin. 

## Leben
Jewgeni Sinitschew studierte an der Staatlichen Universität für Wirtschaft und Finanzen Sankt Petersburg. Von 1984 bis 1986 leistete er seinen Wehrdienst bei der Sowjetarmee ab. 1987 wurde er Mitarbeiter des KGB. Nach dem Zerfall der Sowjetunion war er später in der Zentrale des FSB beschäftigt. Von 2006 bis 2015 arbeitete er als Wachmann beim FSO und begleitete u. a. den russischen Präsidenten bzw. Ministerpräsidenten Wladimir Putin bei Geschäftsreisen. Im Jahr 2013 absolvierte er eine Ausbildung an der Militärakademie des Generalstabes der Russischen Streitkräfte. 2015 wurde er Leiter des FSB in der Oblast Kaliningrad. 2016 ernannte ihn Präsident Wladimir Putin als Nachfolger von Nikolai Zukanow für rund zwei Monate zum Gouverneur der Oblast Kaliningrad. Dabei diente er offenbar nur als Platzhalter; seine Antrittspressekonferenz dauerte nur 49 Sekunden.
Am 28. Mai 2018 wurde Sinitschew per Dekret des russischen Präsidenten als Nichtständiges Mitglied in den Sicherheitsrat der Russischen Föderation aufgenommen.
Sinitschew starb während einer zweitägigen Übung in der russischen Arktis, an der mehr als 6000 Menschen um Norilsk und mehreren anderen Städten teilnahmen. Er befand sich mit dem Regisseur und Kameramann Alexander Melnik auf einem Felsen unweit des Ketasees im Putorana-Gebirge bei Norilsk, als der Kameramann ausrutschte und in ein Gewässer stürzte. Sinitschew sprang dem Kameramann hinterher, um ihn zu retten. Er traf beim Sprung auf einen Felsen und starb. Auch Alexander Melnik konnte nur tot geborgen werden.
Jewgeni Sinitschew war verheiratet, Vater eines Sohnes und dreifacher Großvater.